# Dreamweaver (Sabbat)
Dreamweaver è il secondo album del gruppo thrash metal inglese Sabbat, pubblicato nel 1989 dalla Noise Records.

## Tracce
1. "The Beginning of the End (Intro)"   – 0:36
2. "The Clerical Conspiracy"  – 5:38
3. "Advent of Insanity"  – 2:27
4. "Do Dark Horses Dream of Nightmares?"  – 6:24
5. "The Best of Enemies"  – 8:14
6. "How Have the Mighty Fallen?"  – 8:18
7. "Wildfire"  – 4:39
8. "Mythistory"  – 6:47
9. "Happy Never After (Outro)"  – 1:02

## Formazione
- Martin Walkyier - voce
- Andy Sneap - chitarra
- Simon Jones - chitarra
- Frazer Craske - basso
- Simon Negus - batteria